# Port Renfrew
Port Renfrew est une municipalité située dans la province de la Colombie-Britannique, dans l'Île de Vancouver.
Sa population était de 414 habitants en 2016.